# Paul Urlinger

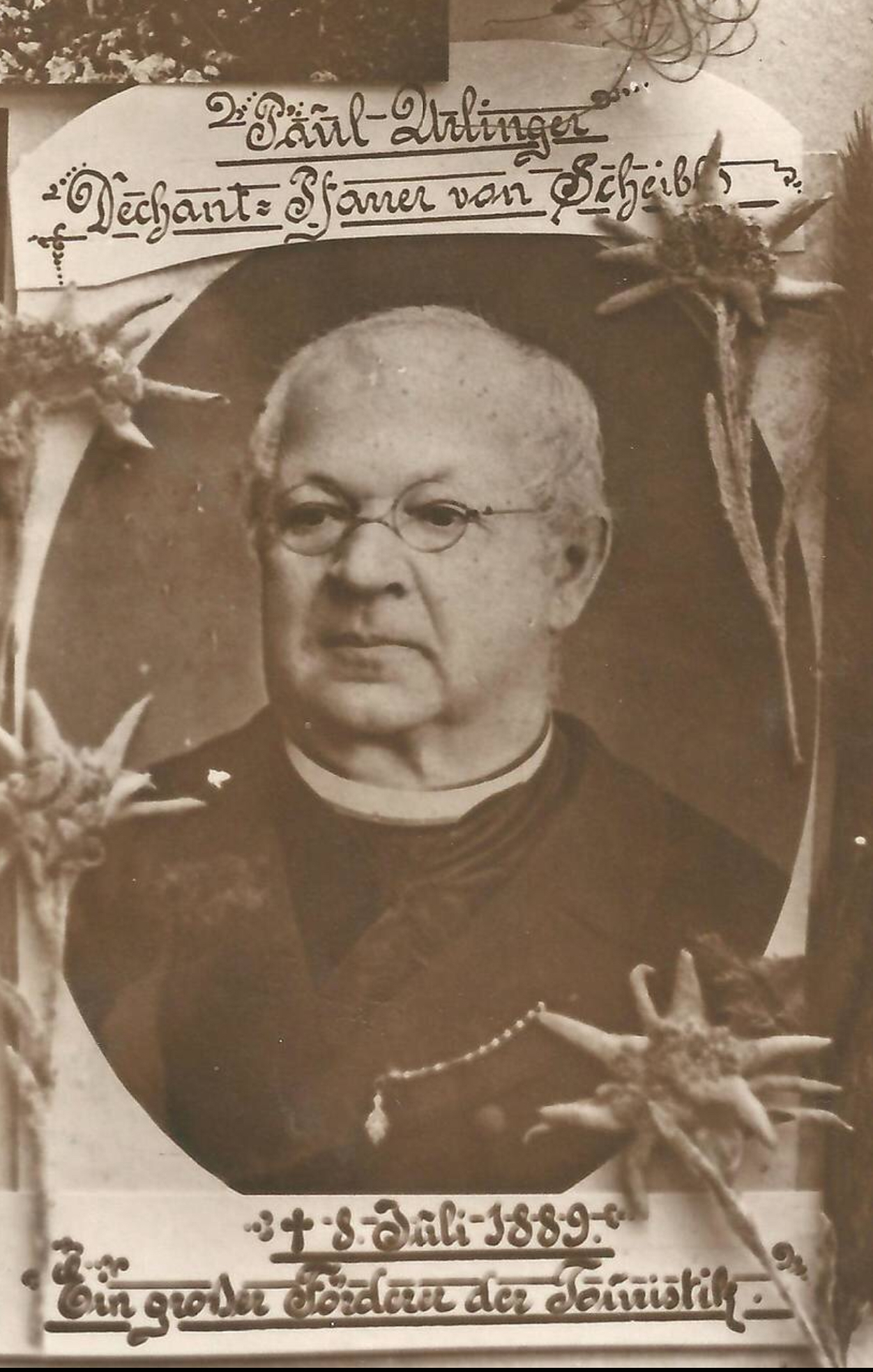
Paul Urlinger

Paul Urlinger (* 29. November 1814 in Seitenstetten; † 8. Juni 1889) war ein österreichischer Pfarrer und Orograph.

## Leben

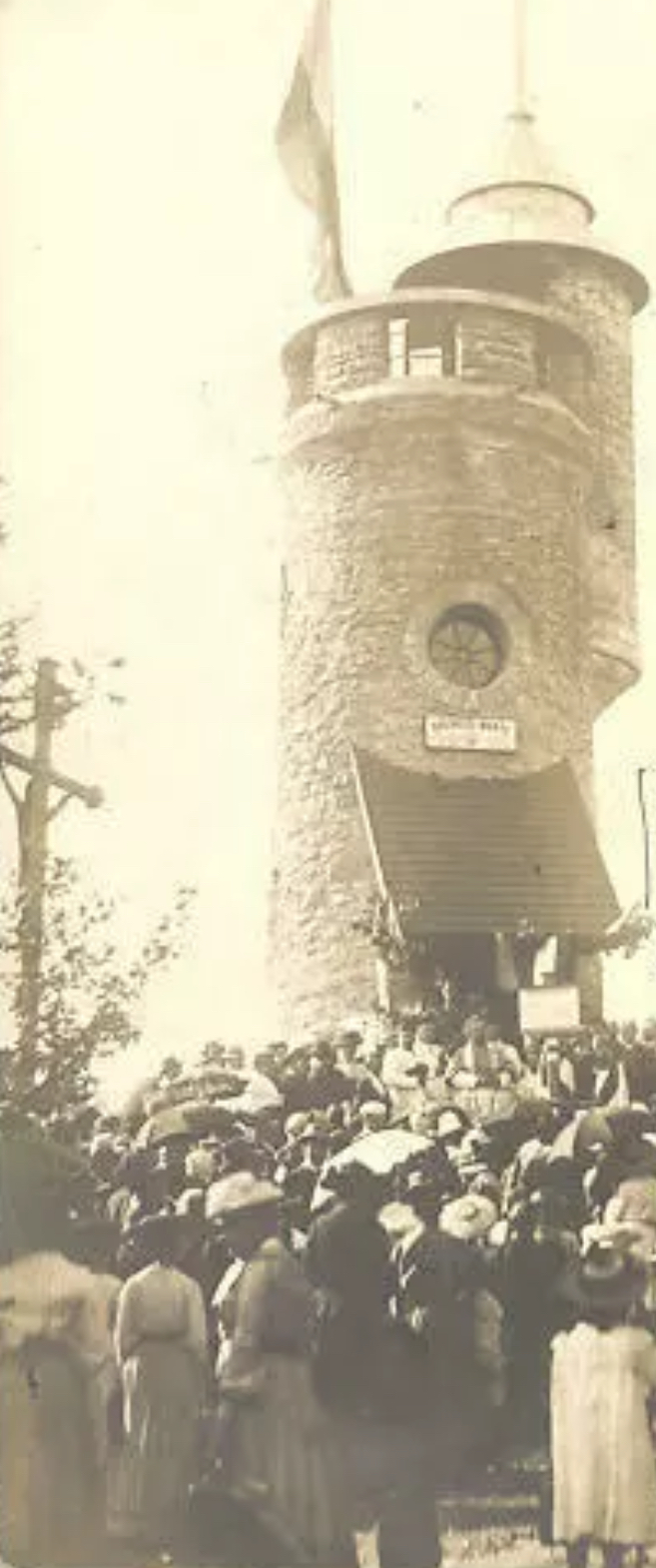
Urlingerwarte II zur Eröffnung

Nach seiner Priesterweihe in St. Pölten wurde Urlinger 1838 Benefiziat in Gresten, wo er klimatische Messungen vornahm. 1860 wurde Urlinger als Pfarrer nach Scheibbs berufen, in Scheibbs wurde er später zum Dechant bestellt. Im Jahr 1888 erhielt er vom Stift Zwettl den Titel Probst verliehen, weshalb man ihn auch den Erlauftalpropst nannte. Nach ihm wurde die 1903 eröffnete Urlingerwarte benannt. Er war ordentliches Mitglied der k.k. geographischen Gesellschaft in Wien.

## Bedeutung

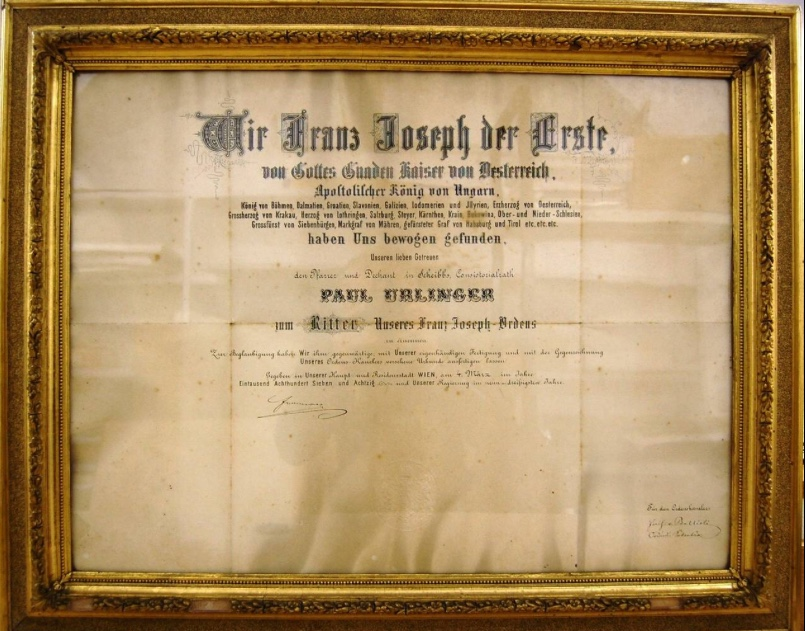
Urkunde Erhebung in Ritterstand von Urlinger durch Kaiser Franz Joseph

Paul Urlinger hatte auf Ausflügen immer mehrere Barometer mit und nahm an 20.000 Messpunkten barometrische Höhenbestimmungen vor, indem er den Luftdruck mit dem Luftdruck eines bekannten Ortes (Höhenfestpunkt) verglich. Auf diese Weise schuf er die erste Zusammenstellung der Berghöhen der gesamten Monarchie und publizierte seine an „bekannteren Bergen und Orten“ gewonnenen Messergebnisse in einem 459 Seiten umfassenden Werk.

## Werke
- Paul Urlinger: 20000 Höhenbestimmungen der bekannteren Berge und Orte in der ganzen österreichisch-ungarischen Monarchie. Selbstverlag, Druck: Kinzl, Krems 1873.